# Il Volo
Il Volo je operní pop trio, skládající se z tenoristů Piera Barone a Ignazia Boschetta a barytonisty Gianluca Ginoble, které vyhrálo na Festivalu Sanremo 2015, budou tak reprezentovat Itálii na Eurovision Song Contest 2015 ve Vídni. Vydali sedm studiových alb. Nejnovější album je tribute album věnované Ennio Morricone s názvem Il Volo Sings Morricone.

## Historie

### Začátky (2009-10)
V roce 2009 se Piero Barone, Ignazio Boschetto a Gianluca Ginoble se jako dospívající účastnili soutěže Ti lascio una canzone, odehrávající se v divadle Teatro Ariston v italském Sanremu. Soutěž vysílala italská stanice Rai 1. Během prvních epizod pořadu vystupovali zpěváci samostatně, zpívali jednotlivě. Poté, co Gianluca Ginoble vystoupil s písní "Il mare calmo della sera", původně od italského zpěváka Andrea Bocelliho, vyhrál první epizodu pořadu. Tak se dostal do finále 2. května 2009 a i tam skončil na 1. místě.

## Diskografie
- Il Volo (2010)
- We Are Love (2012)
- Buon Natale: The Christmas Album (2013)
- Sanremo grande amore (2015)
- Ámame (2018)
- Musica (2019)
- Il Volo Sings Morricone (2021)